# Познания (регбийный клуб)
«Познания» (пол. Posnania) — польский регбийный клуб, основанный в 1956 году и является одним из старейших клубов в Польше. В сезоне 2012/13 команда выступает в Экстралиге. 

## Достижения
- Вице-чемпион Польши: 1962

Эмблема общества

- Третье место в чемпионате Польши: 1983, 2005, 2006
- Обладатель кубка Польши: 1974[1]

### Юниоры
- На Польском чемпионате: 1969, 1973, 2002, 2008, 2011
- Польский вице-чемпион: 2010
- Третье место: 2001, 2004